# Ommata fenestrata
Ommata fenestrata là một loài bọ cánh cứng trong họ Cerambycidae.